# Tornozelo
Em anatomia, chama-se tornozelo, tibio-társica à articulação entre a perna e o pé dos mamíferos e, em geral, de muitos vertebrados tetrápodes.
O tornozelo é uma estrutura formada pela união de três ossos: tíbia, fíbula e tálus. Sabemos também que existem inúmeras articulações e apenas três apresentam um papel importante na função biomecânica, que são: talocrural, subtalar e tibiofibular (Gould, 1993). Ela é está sujeito as entorses, na maioria das vezes externas por flexão plantar e pé equino.

## Estrutura
- Articulação talocrural - formada pela extremidade inferior da tíbia e fíbula com o dorso do tálus.
- Articulação subtalar - entre o tálus e o calcâneo.
- Articulação tibiofibular - formada pela extremidade inferior da tíbia e da fíbula.

## Partes moles
A estabilidade do tornozelo se dá através de ligamentos, que são:
- Ligamento colateral medial: tem origem no maléolo tibial e inserção nos ossos navicular , tálus e calcâneo, são eles: tibiotalar anterior e posterior, tibiocalcâneo e tibionavicular, que juntos formam o forte ligamento deltóide.

- Ligamento colateral lateral: tem origem no maléolo fibular e inserção nos ossos tálus e calcâneo; são eles: talofibular anterior e posterior e calcaneofibular.

- Sindesmose tibiofibular: Tem origem na tíbia e inserção na fíbula; são eles: tibiofibular anterior e posterior e interósseos.aa

Os principais ligamentos lesados no mecanismo de inversão de uma entorse de tornozelo são: talofibuar anterior e posterior e calcaneofibular.